# As Cinzas de Ângela
Angela's Ashes (prt/bra: As Cinzas de Ângela) é um filme britano-irlando-estadunidense de 1999, do gênero drama biográfico, dirigido por Alan Parker, com roteiro dele e Laura Jones baseado no livro autobiográfico Angela's Ashes: A Memoir, de Frank McCourt.

## Prêmios e indicações
| Prêmio             | Categoria                 | Recipiente        | Resultado |
| ------------------ | ------------------------- | ----------------- | --------- |
| BAFTA 2000         | Melhor atriz              | Emily Watson      | Indicado  |
| BAFTA 2000         | Melhor cinematografia     | Michael Seresin   | Indicado  |
| BAFTA 2000         | Melhor design de produção | Geoffrey Kirkland | Indicado  |
| Globo de Ouro 2000 | Melhor trilha sonora      | John Williams     | Indicado  |
| Oscar 2000         | Melhor trilha sonora      | John Williams     | Indicado  |

## Elenco
- Emily Watson (Angela McCourt)
- Robert Carlyle (Malachy McCourt Sr.)
- Joe Breen (Pequeno Frank McCourt)
- Ciaran Owens (Frank McCourt Criança)
- Michael Legge (Frank McCourt Adolescente)
- Ronnie Masterson (Vovó Sheehan)
- Pauline McLynn (Tia Aggie)
- Liam Carney (Tio Pa Keating)
- Eanna MacLiam (Tio Pat)
- Shane Murray-Corcoran (Malachy McCourt Jr.)

## Sinopse
No apogeu da emigração para os Estados Unidos, uma família pobre da Irlanda decide por fazer o contrário. Após a morte de sua filha recém-nascida, Angela (Emily Watson) e o marido que está desempregado e é alcoólatra (Robert Carlyle) mudam-se de Nova Iorque para Cork, na Irlanda, levando todos os filhos. Uma história de luta e sobrevivência.